# ステムセル研究所
株式会社ステムセル研究所（ステムセルけんきゅうしょ、英: Stemcell Institute Inc.）は、東京都港区に本社を置く臍帯血幹細胞の保管及び再生医療関連の研究開発を行う企業である。

## 会社概要
ステムセル研究所は、民間臍帯血バンク（シェア約99％）である。
将来期待される再生医療・細胞治療が受けられるよう、さい帯血の分離・保管ならびに幹細胞関連の研究開発に取り組んでいる。
現在、再生医療・細胞治療分野においては、中枢神経系疾患（低酸素性虚血性脳症、脳性麻痺、難聴、脊髄損傷　等）、自己免疫疾患、ASD（自閉症、広汎性発達障害）などを中心とし、自己さい帯血を利用した臨床試験（研究）が米国や日本などで数多く進展。現在有効な治療法がない疾患に対して実施されている臨床試験（研究）結果の発表が強く待ち望まれている。
最近では臍帯血のすぐれた幹細胞ソースとしての特長が広く認識され、iPS分野でもさい帯血を利用したバンクの構築計画がスタートしている。ステムセル研究所は、産科および再生医療・細胞治療領域の多くの学会ならびに学術集会等への協賛や展示を行い、さい帯血の普及と啓蒙に努めている。また、最先端の幹細胞処理プロセスと高い品質基準を維持し、安全で安心できる幹細胞の調製と保管に注力。さい帯組織等からの間葉系幹細胞を対象とした新たな分離・保管サービスを開始する準備も進行中。
2017年1月1日、同社に保管する臍帯血を利用した「小児脳性麻痺など脳障害に対する自家臍帯血単核球細胞輸血」の臨床研究が高知大学医学部附属病院で開始された。

## 沿革
- 1999年8月  株式会社 ステムセル研究所設立
- 1999年9月  初のさい帯血を保管
- 2002年1月  近畿地区の拠点として大阪に「大阪オフィス」を開設
- 2002年11月  九州地区の拠点として福岡に「福岡オフィス」を開設
- 2003年6月  東海地区の拠点として名古屋に「名古屋オフィス」を開設
- 2007年5月  幹細胞の保管施設を神奈川県横浜市に移設
- 2008年3月  神戸において当社保管のさい帯血を白血病の移植治療に利用
- 2008年11月  第6回APCBBC（アジア太平洋さい帯血保管協会）会議を日本で開催（ホスト国）
- 2009年4月  米国Duke大学で当社保管のさい帯血を脳神経障害治療に利用
- 2011年4月  細胞処理センター部門でISO9001認証を取得
- 2012年8月  国内最大級の新細胞保管施設の完成
- 2013年10月 さい帯血の保管数が30,000検体を突破
- 2014年7月  臍帯血による再生医療研究会およびDOHaD研究会への協賛
- 2015年4月 ベトナムの民間さい帯血バンク（MekoStem）ミッションを受け入れ
- 2015年5月 AsiaCORD／AHA2015（学術集会）への協賛
- 2016年2月  細胞処理センターが特定細胞加工物製造許可を取得
- 2016年7月 米国「さい帯血協会（CBA）」に加盟
- 2016年8月 中四国地区の拠点として岡山に「岡山オフィス」を開設
- 2016年12月 高知大学医学部附属病院が実施する「小児脳性麻痺等に対する再生医療提供計画」において特定細胞加工物製造委託契約を締結
- 2017年2月 さい帯血の保管者数が40,000検体を突破
- 2017年4月 NPO法人ひまわりの会への協賛
- 2017年6月 プライバシーマーク取得
- 2017年9月 「臍帯血取扱事業届出」を厚生労働省 健康局長宛に提出
- 2017年10月 日本産婦人科医会学術集会にて教育講演を共催
- 2018年1月 東海地区の業務拡大に伴い、静岡に「静岡オフィス」を開設
- 2020年3月 同年4月に予定していた東京証券取引所マザーズ市場上場を中止[3]
- 2021年6月 - 東京証券取引所マザーズ市場上場

## 経営理念
幹細胞を中心としたノウハウ、研究開発、細胞技術、特許、サービスなどを医療の進展に沿って提供し、難病を克服し、患者とその家族に健康を提供すること。その過程において広い専門的な関連知識や技術、サービスの向上に努め、患者やその家族はもちろんのこと医師や看護師等の医療従事者、協力いただく研究機関や社員を含めた社会全体に貢献し、責任を果たすこと。

## 事業所一覧

### 本社
- 本社
- 〒105-0001　東京都港区虎ノ門1-21-19　東急虎ノ門ビル2階

### 細胞処理センター
- 細胞処理センター
- 〒105-0004　東京都港区新橋5-22-10

### 細胞保管センター
- 細胞保管センター
- 〒226-0006　神奈川県横浜市緑区白山1-18-2

### 事業所
- 名古屋オフィス
- 〒461-0001　愛知県名古屋市東区泉2-26-10　Ｊ.ＳＫＹ.ＢＬＤＧ 3階

- 大阪オフィス
- 〒560-0082　大阪府豊中市新千里東町1-4-2　千里ライフサイエンスセンタービル 15階

- 福岡オフィス
- 〒810-0075　福岡県福岡市中央区港2-8-25　ibb CORE港 4階